# Африканска сивоклюна амадина
Африканска сивоклюна амадина (Lonchura cantans) е вид птица от семейство Estrildidae. Видът е незастрашен от изчезване.

## Разпространение
Разпространен е в Бенин, Буркина Фасо, Камерун, Централноафриканска република, Чад, Джибути, Египет, Еритрея Етиопия, Гамбия, Гана, Кения, Мали, Мавритания, Нигер, Нигерия, Оман, Саудитска Арабия, Сенегал, Сомалия, Южен Судан, Танзания, Того, Уганда и Йемен.